# Campionato scozzese di rugby a 15
Il Campionato scozzese di Rugby XV, conosciuto come Scottish Premiership (in passato anche come Scottish Hydro Electric Premiership Division One), è il massimo campionato scozzese di rugby, composto da dieci squadre.
Tuttavia non è il massimo livello di rugby espresso dal paese, dato che due formazioni scozzesi, gli Edinburgh Rugby e i Glasgow Warriors (e precedentemente i Border Reivers) militano nella lega United Rugby Championship.

## Storia
Tra il 1855-60 venne introdotto in Scozia il gioco del rugby (o del Football secondo le regole praticate a Rugby) tramite la Edinburgh Academy, una scuola pubblica di stampo britannica, dove tra il 1857 ed il 1858 nascerà il primo club scozzese, gli Edimburg Academicals.
Successivamente sembrerebbe che un primo incontro tra due scuole avvenne già nel 1857 tra Royal High School ed il Merchiston Castle. La diffusione del rugby avrà negli anni successivi una impronta prevalentemente di stampo scolastico o universitario che non limiteranno comunque la nascita di club open, ossia aperti anche a giocatori non iscritti ad una scuola, come i West of Scotland o gli Edinburgh Wanderers.
Fino a stagione 1972-73 in Scozia esisteva un campionato noto come campionato non ufficiale che prevedeva un calendario poco rigido in cui alcuni club giocavano più partite rispetto ad altri con il risultato che la classifica finale falsata e difficile da comprendere. Dal 1973-74 la Scottish Rugby Union riuscì ad organizzare e strutturare il campionato diviso in sei livelli (Division). L'impostazione societaria di diverse squadre dovette cambiare al riguardo del tesseramento dei giocatori, non più appartenenti solo agli istituti Universitari o scolastici stessi, ma ingaggiati anche da altre squadre.

## Formula
Dalla stagione 2010-11, dopo 11 partite, le prime otto squadre classificate nella Division One gareggiano nel campionato di Premier A. Le ultime 4 squadre partecipare le prime 4 squadre della Division Two formano la Premier B; le restanti squadre di Division Two formano la Premier C. Dal 2012-13 le squadre di prima divisione passano da un numero di 12 a 10.

## Albo d'oro
Campionato non ufficiale
- 1865-66  Edinburgh Accies
- 1866-67  Edinburgh Accies
- 1867-68  Edinburgh Accies
- 1868-69  Edinburgh Accies
- 1869-70  Edinburgh Accies
- 1870-71  Edinburgh Accies
- 1871-72  Glasgow Accies
- 1872-73  Glasgow Accies
- 1873-74  Glasgow Accies
- 1874-75  Edinburgh Accies
- 1875-76  Glasgow Accies
- 1876-77  Edinburgh Accies &  Glasgow Accies
- 1877-78  Edinburgh Accies
- 1878-79  Edinburgh Accies &  Glasgow Accies
- 1879-80  Edinburgh Accies &  Glasgow Accies
- 1880-81  Edinburgh Institution
- 1881-82  Edinburgh Institution
- 1882-83  West of Scotland
- 1883-84  Royal
- 1884-85  West of Scotland
- 1885-86  Edinburgh Accies
- 1886-87  Edinburgh Accies
- 1887-88  Edinburgh Accies
- 1888-89  West of Scotland
- 1889-90  West of Scotland
- 1890-91  West of Scotland
- 1891-92  Watsonians &  West of Scotland
- 1892-93  Watsonians
- 1893-94  Watsonians
- 1894-95  Watsonians &  West of Scotland
- 1895-96  Hawick
- 1896-97  Clydesdale,  Jed-Forest &  Watsonians
- 1897-98  Edinburgh Accies
- 1898-99  Edinburgh Accies
- 1899-00  Edinburgh Accies,  Edinburgh Univ. &  Hawick
- 1900-01  Edinburgh Univ.
- 1901-02  Edinburgh Univ. &  Watsonians
- 1902-03  Edinburgh Univ. &  Glasgow Accies
- 1903-04  Glasgow Accies
- 1904-05  Glasgow Accies
- 1905-06  Edinburgh Accies
- 1906-07  Jed-Forest
- 1907-08  Edinburgh Univ.
- 1908-09  Hawick &  Watsonians
- 1909-10  Watsonians
- 1910-11  Watsonians
- 1911-12  Edinburgh Univ. &  Watsonians
- 1912-13  Glasgow Accies
- 1913-14  Watsonians
- 1919-20  Heriot’s
- 1920-21  Watsonians
- 1921-22  Glasgow Accies
- 1922-23  Heriot’s
- 1923-24  Glasgow Accies &  Glasgow HSFP
- 1924-25  Glasgow Accies
- 1925-26  Glasgow Accies
- 1926-27  Hawick
- 1927-28  Heriot’s
- 1928-29  Heriot’s
- 1929-30  Edinburgh Accies
- 1930-31  Dunfermline
- 1931-32  Gala
- 1932-33  Dunfermline &  Hawick
- 1933-34  Hillhead &  Royal
- 1934-35  Watsonians
- 1935-36  Glasgow HSFP
- 1936-37  Hillhead &  Watsonians
- 1937-38  Stewart’s Melville
- 1938-39  Allan Glens
- 1946-47  Stewart’s Melville
- 1947-48  Aberdeen
- 1948-49  Hawick
- 1949-50  Heriot’s
- 1950-51  Glasgow HSFP
- 1951-52  Melrose
- 1952-53  Selkirk
- 1953-54  Glasgow HSFP
- 1954-55  Hawick
- 1955-56  Edinburgh Accies
- 1956-57  Gala
- 1957-58  Stewart’s Melville
- 1958-59  Langholm
- 1959-60  Hawick
- 1960-61  Hawick
- 1961-62  Glasgow HSFP
- 1962-63  Melrose
- 1963-64  Hawick
- 1964-65  Hawick &  West of Scotland
- 1965-66  Hawick
- 1966-67  Melrose
- 1967-68  Hawick
- 1968-69  Jordanhill
- 1969-70  Watsonians
- 1970-71  West of Scotland
- 1971-72  Hawick
- 1972-73  Boroughmuir

Campionato ufficiale
- 1973-74  Hawick
- 1974-75  Hawick
- 1975-76  Hawick
- 1976-77  Hawick
- 1977-78  Hawick
- 1978-79  Heriot’s
- 1979-80  Gala
- 1980-81  Gala
- 1981-82  Hawick
- 1982-83  Gala
- 1983-84  Hawick
- 1984-85  Hawick
- 1985-86  Hawick
- 1986-87  Hawick
- 1987-88  Kelso
- 1988-89  Kelso
- 1989-90  Melrose
- 1990-91  Boroughmuir
- 1991-92  Melrose
- 1992-93  Melrose
- 1993-94  Melrose
- 1994-95  Stirling County
- 1995-96  Melrose
- 1996-97  Melrose
- 1997-98  Watsonians
- 1998-99  Heriot’s
- 1999-00  Heriot’s
- 2000-01  Hawick
- 2001-02  Hawick
- 2002-03  Boroughmuir
- 2003-04  Glasgow Hawks
- 2004-05  Glasgow Hawks
- 2005-06  Glasgow Hawks
- 2006-07  Currie
- 2007-08  Boroughmuir
- 2008-09  Ayr
- 2009-10  Currie
- 2010-11  Melrose
- 2011-12  Melrose
- 2012-13  Ayr
- 2013-14  Melrose
- 2014-15  Heriot’s
- 2015-16  Heriot’s
- 2016-17  Ayr
- 2017-18  Melrose
- 2018-19  Ayr
- 2019-20 stagione sospesa[1]
- 2020-21 stagione annullata[2]
- 2021-22  Marr
- 2022-23  Hawick
- 2023-24  Currie
- 2024-25  Ayr

### Titoli per squadra (1865-1973)
| Squadra               | Titoli | Anno |
| --------------------- | ------ | --- |
| Edinburgh Accies      | 20     | 1865-66, 1866-67, 1867-68, 1868-69, 1869-70, 1870-71, 1874-75, 1876-77 (pm), 1877-78, 1878-79 (pm), 1879-80 (pm), 1885-86, 1886-87, 1887-88, 1897-98, 1898-99, 1899-00 (pm), 1905-06, 1929-30, 1955-56 |
| Glasgow Accies        | 15     | 1871-72, 1872-73, 1873-74, 1875-76, 1876-77 (pm), 1878-79 (pm), 1879-80 (pm), 1902-03 (pm), 1903-04, 1904-05, 1912-13, 1921-22, 1923-24 (pm), 1924-25, 1925-26                                         |
| Watsonians            | 15     | 1891-92 (pm), 1892-93, 1893-94, 1894-95 (pm), 1896-97 (pm), 1901-02 (pm), 1908-09 (pm), 1909-10, 1910-11, 1911-12 (pm), 1913-14, 1920-21, 1934-35, 1936-37 (pm), 1969-70                               |
| Hawick                | 13     | 1895-96, 1899-00 (pm), 1908-09 (pm), 1926-27, 1932-33 (pm), 1948-49, 1954-55, 1959-60, 1960-61, 1963-64, 1965-66 (pm), 1967-68, 1971-72                                                                |
| West of Scotland      | 9      | 1882-83, 1884-85, 1888-89, 1889-90, 1890-91, 1891-92 (pm), 1894-95 (pm), 1964-65 (pm), 1970-71 |
| Edinburgh Univ.       | 6      | 1899-00 (pm), 1900-01, 1901-02 (pm), 1902-03 (pm), 1907-08, 1911-12 (pm) |
| Heriot’s              | 5      | 1919-20, 1922-23, 1927-28, 1928-29, 1949-50 |
| Glasgow HSFP          | 5      | 1923-24 (pm), 1935-36, 1950-51, 1953-54, 1961-62 |
| Melrose               | 3      | 1951-52, 1962-63, 1966-67 |
| Stewart’s Melville    | 3      | 1937-38, 1946-47, 1957-58 |
| Gala                  | 2      | 1931-32, 1956-57 |
| Hillhead              | 2      | 1933-34 (pm), 1936-37 |
| Royal                 | 2      | 1883-84, 1933-34 (pm) |
| Dunfermline           | 2      | 1930-31, 1932-33 (pm) |
| Jed-Forest            | 2      | 1896-97 (pm), 1906-07 |
| Edinburgh Institution | 2      | 1880-81, 1881-82 |
| Boroughmuir           | 1      | 1972-73 |
| Jordanhill            | 1      | 1968-69 |
| Langholm              | 1      | 1958-59 |
| Selkirk               | 1      | 1952-53 |
| Aberdeen              | 1      | 1947-48 |
| Allan Glens           | 1      | 1938-39 |
| Clydesdale            | 1      | 1896-97 (pm) |

- N.B.: (pm) vincitore a pari merito

### Titoli per squadra (1973-oggi)
| Squadra         | Titoli | Anno |
| --------------- | ------ | --- |
| Hawick          | 13     | 1973-74, 1974-75, 1975-76, 1976-77, 1977-78, 1981-82, 1983-84, 1984-85, 1985-86, 1986-87, 2000-01, 2001-02, 2022-23 |
| Melrose         | 10     | 1989-90, 1991-92, 1992-93, 1993-94, 1995-96, 1996-97, 2010-11, 2011–12, 2013-14, 2017-18                            |
| Heriot’s        | 5      | 1978-79, 1998-99, 1999-00, 2014–15, 2015-16                                                                         |
| Ayr             | 5      | 2008-09, 2012–13, 2016-17, 2018-19, 2024-25                                                                         |
| Glasgow Hawks   | 3      | 2003-04, 2004-05, 2005-06                                                                                           |
| Boroughmuir     | 3      | 1990-91, 2002-03, 2007-08                                                                                           |
| Gala            | 3      | 1979-80, 1980-81, 1982-83                                                                                           |
| Currie          | 3      | 2006-07, 2009-10, 2023-24                                                                                           |
| Kelso           | 2      | 1987-88, 1988-89 |
| Marr            | 1      | 2021-22 |
| Watsonians      | 1      | 1997-98 |
| Stirling County | 1      | 1994-95 |

### Totale titoli per squadra (1865-oggi)
| Squadra               | Titoli | Anno |
| --------------------- | ------ | --- |
| Hawick                | 26     | 1895-96, 1899-00 (pm), 1908-09 (pm), 1926-27, 1932-33 (pm), 1948-49, 1954-55, 1959-60, 1960-61, 1963-64, 1965-66 (pm), 1967-68, 1971-72, 1973-74, 1974-75, 1975-76, 1976-77, 1977-78, 1981-82, 1983-84, 1984-85, 1985-86, 1986-87, 2000-01, 2001-02, 2022-23 |
| Edinburgh Accies      | 20     | 1865-66, 1866-67, 1867-68, 1868-69, 1869-70, 1870-71, 1874-75, 1876-77 (pm), 1877-78, 1878-79 (pm), 1879-80 (pm), 1885-86, 1886-87, 1887-88, 1897-98, 1898-99, 1899-00 (pm), 1905-06, 1929-30, 1955-56                                                       |
| Glasgow Accies        | 15     | 1871-72, 1872-73, 1873-74, 1875-76, 1876-77 (pm), 1878-79 (pm), 1879-80 (pm), 1902-03 (pm), 1903-04, 1904-05, 1912-13, 1921-22, 1923-24 (pm), 1924-25, 1925-26                                                                                               |
| Watsonians            | 16     | 1891-92 (pm), 1892-93, 1893-94, 1894-95 (pm), 1896-97 (pm), 1901-02 (pm), 1908-09 (pm), 1909-10, 1910-11, 1911-12 (pm), 1913-14, 1920-21, 1934-35, 1936-37 (pm), 1969-70, 1997-98                                                                            |
| Melrose               | 13     | 1951-52, 1962-63, 1966-67, 1989-90, 1991-92, 1992-93, 1993-94, 1995-96, 1996-97, 2010-11, 2011–12, 2013–14, 2017-18 |
| Heriot’s              | 10     | 1919-20, 1922-23, 1927-28, 1928-29, 1949-50, 1978-79, 1998-99, 1999-00, 2014–15, 2015-16 |
| West of Scotland      | 9      | 1882-83, 1884-85, 1888-89, 1889-90, 1890-91, 1891-92 (pm), 1894-95 (pm), 1964-65 (pm), 1970-71 |
| Edinburgh Univ.       | 6      | 1899-00 (pm), 1900-01, 1901-02 (pm), 1902-03 (pm), 1907-08, 1911-12 (pm) |
| Gala                  | 5      | 1931-32, 1956-57, 1979-80, 1980-81, 1982-83 |
| Glasgow HSFP          | 5      | 1923-24 (pm), 1935-36, 1950-51, 1953-54, 1961-62 |
| Ayr                   | 5      | 2008-09, 2012–13, 2016-17, 2018-19, 2024-25 |
| Boroughmuir           | 4      | 1972-73, 1990-91, 2002-03, 2007-08 |
| Glasgow Hawks         | 3      | 2003-04, 2004-05, 2005-06 |
| Stewart’s Melville    | 3      | 1937-38, 1946-47, 1957-58 |
| Currie                | 3      | 2006-07, 2009-10, 2023-24 |
| Hillhead              | 2      | 1933-34 (pm), 1936-37 |
| Royal                 | 2      | 1883-84, 1933-34 (pm) |
| Dunfermline           | 2      | 1930-31, 1932-33 (pm) |
| Jed-Forest            | 2      | 1896-97 (pm), 1906-07 |
| Edinburgh Institution | 2      | 1880-81, 1881-82 |
| Marr                  | 1      | 2021-22 |
| Jordanhill            | 1      | 1968-69 |
| Langholm              | 1      | 1958-59 |
| Selkirk               | 1      | 1952-53 |
| Aberdeen              | 1      | 1947-48 |
| Allan Glens           | 1      | 1938-39 |
| Clydesdale            | 1      | 1896-97 (pm) |

- N.B.: (pm) vincitore a pari merito